# Педобир

Оригинальное изображение педо-медведя.

Педобир (от англ. Pedobear — досл. Педомедведь) — интернет-мем, персонаж сетевого фольклора, представляющий собой антропоморфного медведя-педофила.

## История и описание
Прототипом Педобира является японский медведь Кума (яп. クマー) с 2channel, образ которого, однако, не имеет ни связи с педофилией, ни каких-либо других сексуальных коннотаций. Согласно другим источникам, прообразом Педобира является изображение так называемого мишки безопасности, которым помечались аниме, не рекомендованные для детей.
Как и другие интернет-мемы, Педобир был широко растиражирован благодаря 4chan и другим интернет-форумам, где использовался для высмеивания педофилии, общественной истерии вокруг этой тематики или просто как графический оксюморон.

## Скандалы

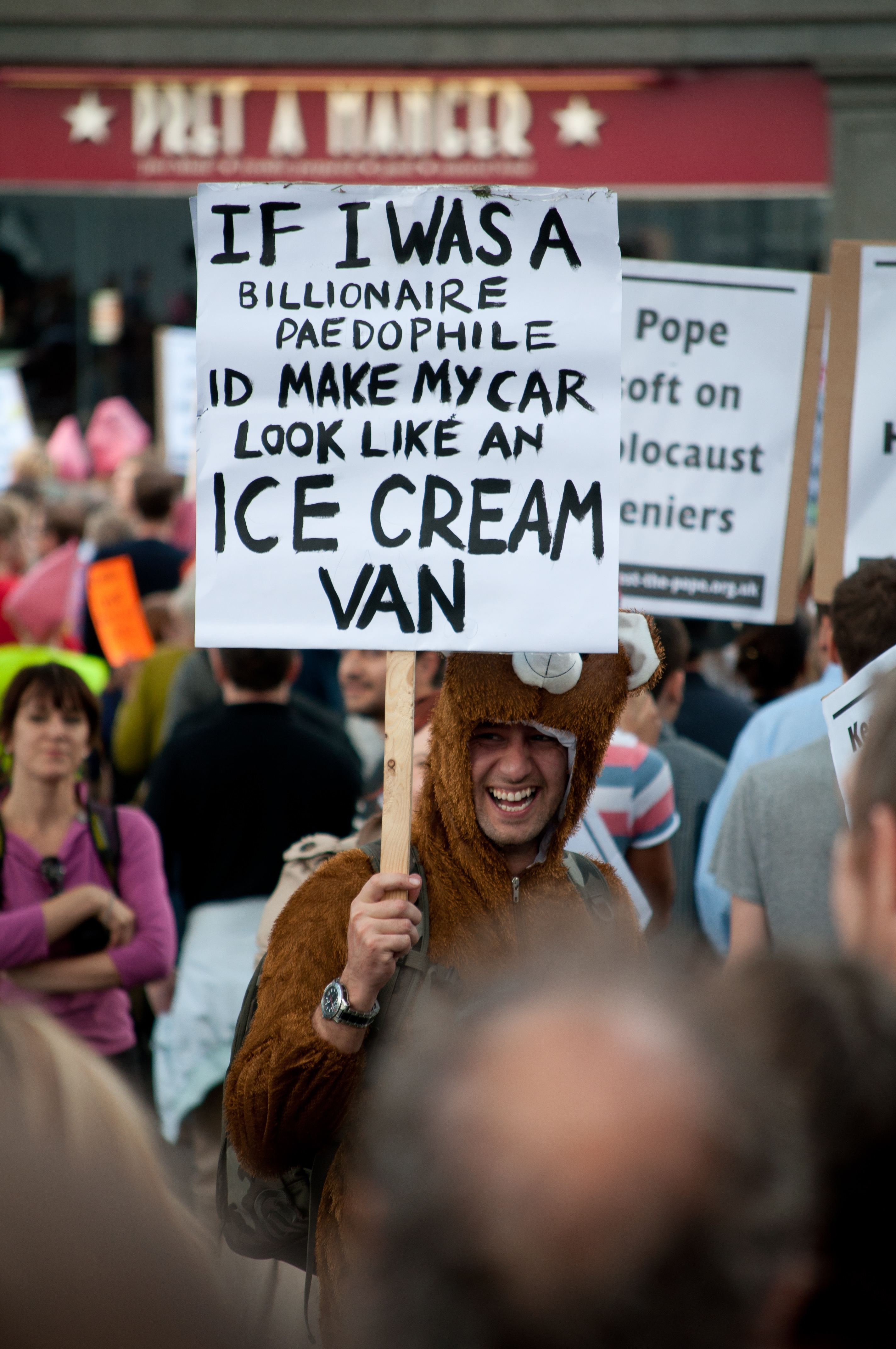
Протестующий в костюме Педобира

Педобир стал причиной многих скандалов и курьёзов:
- В 2010 году Педобир оказался в центре международного скандала — польская газета Gazeta Olsztyńska опубликовала его как талисман Олимпийских игр в Ванкувере[5][6][7].
- В этом же году скандал повторился, уже с конкурсом талисманов предстоящих Олимпийских игр в Сочи, на котором Педобир (под именем Медведь Пётр) стал лидером рейтинга присланных работ[1][8].
- Накануне IT-форума в калифорнийском городе Сан-Луис-Обиспо местная полиция опубликовала официальное предостережение о том, чтобы родители маленьких детей опасались одетых в костюм медведя людей[9][10].
- В 2009 году консервативный колумнист Пат Бьюкенен опубликовал статью, проиллюстрированную фотографией, на которой президент США Барак Обама был изображен вместе с Педобиром, что вызвало скандал[11][12].
- Компания Tefal выдала поощрительный приз в конкурсе дизайна сковороде с изображением Педобира[13].
- Накануне визита на Мальту Папы римского Бенедикта XVI рекламные плакаты с его изображением были украшены Педобирами, что намекало на недавние скандалы с католическими священниками-педофилами[14].
- 19 июля 2012 года австралийскому филиалу компании Nestlé пришлось удалить с Facebook-страницы шоколадного батончика Kit Kat фотографию человека в костюме медведя из-за его сходства с Педобиром[15].
- 13 января 2013 года на «Марше против подлецов» сотрудники московской полиции задержали «педобира» за провокации на оппозиционной акции[16].